# 小湛山堡垒
小湛山堡垒，德军称为第一步兵堡垒（Infanteriewerk 1），俗称“一号炮台”，中文、日文资料称为“小湛山堡垒”，是青岛德占时期驻青德军的一座陆防步兵堡垒，现地址位于中国山东省青岛市市南区盐城路，现为山东省文物保护单位“湛山炮台旧址”的一部分。

## 历史
驻青德军五大陆防步兵堡垒的建造计划是在1908年德国海军部国务秘书提尔皮茨关于青岛要塞设施扩建的决定中提出的，用于替代此前胶澳总督府提出的太平山堡垒群与扫帚滩防御工事计划，并于1913年以前建造完成。第一步兵堡垒（小湛山堡垒）位于五大陆防堡垒最南端。
1914年8月至11月的日德青岛战役期间，第一步兵堡垒由第3海軍陸戰營第1连负责守卫，有军官8名，士兵260名。战役最后阶段的10月31日起，日英联军对城区及各要塞设施持续轰击7天，青岛发电厂被毁导致前线步兵堡垒电网及电控地雷断电失灵，德军弹药储备也于11月7日晚耗尽。11月7日凌晨5点10分小湛山北堡垒被攻陷后，日军步兵第46联队、步兵第55联队在工兵、炮兵支援下于6点40分攻占小湛山堡垒，俘虏德军官兵330余人。
1949年青岛解放后，小湛山堡垒遗址归海军使用，后在此建成数座干休所、家属院。2004年，小湛山堡垒遗址北侧掩蔽部遗址被拆除以新建居民楼，现仅余大掩蔽部。2005年2月5日，小湛山堡垒遗址与小湛山北堡垒遗址列入第七批青岛市文物保护单位“湛山炮台旧址”。2015年6月23日，“湛山炮台旧址”列入第五批山东省文物保护单位。

## 结构
小湛山堡垒位于太平山东侧、小湛山北堡垒南侧、湛山村北，位置险要，可俯瞰南侧的浮山湾及东侧浮山所一带的宽阔地域，扼守湛山与浮山所之间的沿海道路。因其地位重要，小湛山堡垒（第一步兵堡垒）与海岸堡垒（第五步兵堡垒）在五大陆防堡垒中规模最大，可容纳1000余人。包括小湛山堡垒在内的每座步兵堡垒都由高2.5米的壕沟及其后侧10米宽的带刺铁丝网围绕，其前方为外壕。据日军记载，小湛山堡垒正面火线约270米，装备9挺机枪。
小湛山堡垒有南侧大掩蔽部一座、东侧小掩蔽部两座、西侧发电所一座、北侧侧防堡垒一座及其他堡垒、掩体若干，其中北侧侧防堡垒于2004年拆除，现仅有大掩蔽部可寻。大掩蔽部通体钢筋混凝土结构，西侧门洞高240厘米，宽150厘米，厚约90厘米，外墙厚约120厘米，内墙厚约100厘米，上下两层，上层5个面积约50平方米的房间，下层4个房间其中3间较小。北侧侧防堡垒长约25米，宽约13米，房间6个，其东侧山顶曾遗留机枪掩体一处。

## 图集
- 德军绘制的小湛山堡垒平面图
- 日军绘制的小湛山堡垒平面及部分截面图（下）
- 小湛山堡垒的铁丝网壕沟防线